# Meganhinga chilensis
Meganhinga chilensis — викопний вид сулоподібних птахів родини змієшийкових (Anhingidae), що існував в Південній Америці в міоцені (17-14 млн років тому).

## Скам'янілості
Викопні рештки птаха знайдені у відкладеннях формації Кура-Маллін в Чилі.

## Опис
Вид мало чим відрізнявся від сучасних змієшийок. У птаха було довге тіло, завдовжки до 1 м, з дуже довгою шиєю, маленькою головою та довгим гострим дзьобом. Крила були маленьким, тому, ймовірно, він погано літав. Жив на берегах прісних водойм, полюючи на рибу та дрібних хребетних.